# Vlamertinghe Military Cemetery
Vlamertinghe Military Cemetery is een Britse militaire begraafplaats met gesneuvelden uit de Eerste Wereldoorlog, gelegen in het Belgische dorp Vlamertinge. De begraafplaats ligt in het dorpscentrum, een 50-tal meter ten noorden van de kerk. Ze werd ontworpen door Reginald Blomfield en wordt onderhouden door de Commonwealth War Graves Commission. Het terrein heeft een trapeziumvormig grondplan met een oppervlakte van 5.740 m² en ligt iets hoger dan het straatniveau. Vooraan wordt het terrein afgesloten door een muur met aan beide uiteinden een schuilgebouw. Centraal op de muur staat het Cross of Sacrifice en achteraan op de begraafplaats de Stone of Remembrance. 
Er worden 1.182 doden herdacht, waarvan 18 niet geïdentificeerd konden worden.

## Geschiedenis
Vlamertinge lag tijdens de oorlog in geallieerd gebied, ongeveer op de grens van het bereik van vijandelijke artillerie. Enkel tussen 7 en 10 oktober 1914 werd het even door de Duitsers bezet, daarna was het een belangrijke plaats voor geallieerde kampen en medische posten. De Fransen begonnen in 1914 met de aanleg van de begraafplaats. De Franse graven werden na de oorlog overgebracht naar elders; enkel zes Britse graven restten nog uit november 1914. In april 1915 namen de Britten de begraafplaats over. Troepen en medische posten bleven de begraafplaats verder gebruiken tot juni 1917. Men wilde de nabijgelegen grond gebruiken voor een militaire spoorlijn en verdere uitbreiding was zo niet meer mogelijk. Men startte daarop met de aanleg Vlamertinghe New Military Cemetery, een nieuwe begraafplaats even ten zuiden van het dorpscentrum.
Tijdens de Tweede Wereldoorlog werden nog vier Britse gesneuvelden bijgezet. Zij kwamen om bij de geallieerde terugtrekking naar Duinkerke in juni 1940.
Er worden nu 1.116 Britten, 54 Canadezen, 4 Australiërs, 2 Zuid-Afrikanen, 3 Indiërs en 3 Duitsers herdacht.
De begraafplaats werd in 2009 als monument beschermd.

## Graven
- James Duffy, soldaat bij de Canadian Infantry. Hij was in 1914 de winnaar van de Boston Marathon (Massachusetts) en nam voor Canada ook deel aan de Olympische Spelen van 1912 in Stockholm. Duffy diende bij de Canadese infanterie en werd gewond op 22 april 1915 in Langemark. De volgende dag overleed hij aan zijn verwondingen.

### Onderscheiden militairen
- Francis Octavius Grenfell kapitein bij de 9th (Queen's Royal) Lancers werd onderscheiden met het Victoria Cross (VC) wegens zijn dappere houding tijdens gevechten in Audregnies op 24 augustus 1914. Hij sneuvelde op 24 mei 1915 tijdens de Tweede Slag om Ieper in de buurt van 't Hooge (Zillebeke). Zijn tweelingbroer Riversdale Nonus Grenfell sneuvelde op 14 september 1914 en ligt begraven op het kerkhof van Vendresse-Beaulne (Vendresse Churchyard).
- Clement B. Ogilvy Freeman-Mitford, majoor bij de 10th (Prince of Wales's Own Royal) Hussars werd onderscheiden met de Distinguished Service Order (DSO).
- Cecil Colson, majoor bij de Royal Garrison Artillery; Myles Boddington, kapitein bij de King's Shropshire Light Infantry; R. MacNae, onderluitenant bij de The King's (Liverpool Regiment) en E.G.E. Wright, onderluitenant bij de Somerset Light Infantry werden onderscheiden met het Military Cross (MC).
- onderluitenant Arthur Robert Reginald Rowe, sergeant T. Hallwood, schutter F.W. Ward en soldaat A. Hallimore werden onderscheiden met de Distinguished Conduct Medal (DCM).
- sergeant S.F. Stevens, de korporaals William Lawton, Ernest Kay, H.V.W. Haslegrave en A.H. George en artillerist Charlie Alfred Richardson Labdon ontvingen de Military Medal ((MM).

### Minderjarige militairen
- korporaal Percy Charles Robinson en de soldaten Edward F. Jennings, Albert Ellis en E. Archer waren 17 jaar oud toen ze sneuvelden.

### Aliassen
- soldaat John O. Freer diende onder het alias A. Williams bij het Worcestershire Regiment.
- soldaat L. Jacobs diende onder het alias L. Wade bij het King's Own (Royal Lancaster Regiment).

### Gefusilleerde militairen
- Alexander Lamb, soldaat bij de Royal Field Artillery werd wegens desertie op 2 oktober 1915 gefusilleerd.
- Albert Rickman, soldaat bij de Royal Dublin Fusiliers werd op 15 september 1916 wegens desertie gefusilleerd.[2]